# ISO 3166-2:GD
ISO 3166-2:GD É a entrada para Grenada no ISO 3166-2, parte do ISO 3166 padrão publicado pelo Organização Internacional para Padronização (ISO), que define códigos para os nomes das principais subdivisão (por exemplo, províncias ou estados) de todos países codificado em ISO 3166-1.
Atualmente para Grenada, os códigos ISO 3166-2 são definidos para 6 paróquias e 1 dependência.
Cada código consiste em duas partes, separadas por um hífen. A primeira parte é  GD, o código ISO 3166-1 alfa-2 de Grenada. A segunda parte é de dois dígitos:
- 01–06: Paróquias (todas na ilha de Grenada)
- 10: Dependência (Carriacou e Petite Martinique, na parte sul dos Grenadines)

## Códigos atuais
Os nomes das subdivisões estão listados na norma ISO 3166-2, publicada pela ISO 3166 Maintenance Agency (ISO 3166 / MA).
Clique no botão no cabeçalho para classificar cada coluna.
| Código | Nome da subdivisão (en)   | Categoria da subdivisão |
| ------ | ------------------------- | ----------------------- |
| GD-01  | Saint Andrew              | paróquia                |
| GD-02  | Saint David               | paróquia                |
| GD-03  | Saint George              | paróquia                |
| GD-04  | Saint John                | paróquia                |
| GD-05  | Saint Mark                | paróquia                |
| GD-06  | Saint Patrick             | paróquia                |
| GD-10  | Ilhas da Granadina do Sul | dependência             |

## Mudanças
As seguintes mudanças na entrada foram anunciadas em boletins pela ISO 3166 / MA desde a primeira publicação da ISO 3166-2 em 1998:
| Newsletter     | Data de emissão | Descrição da mudança na newsletter                                     | Código/Mundança na subdivisão                      |
| -------------- | --------------- | ---------------------------------------------------------------------- | -------------------------------------------------- |
| Newsletter I-8 | 2007-04-17      | Adição das subdivisões administrativas e dos seus elementos de código. | Subdivisões adicionada: 6 Paróquias, 1 dependência |